# Летяги-пигмеи
Летяги-пигмеи (лат. Petaurillus) — род белок-летяг, распространённых в Малайзии — как в её континентальной части, так и на калимантанских территориях. В роде 3 вида.

## Описание
Саравакская летяга-пигмей (Petaurillus emiliae) — самая маленькая белка-летяга в мире. Длина тела у неё 7 см при длине хвоста 6 см. Остальные два виды лишь немного крупнее. Все виды населяют густые тропические леса и мало изучены.

## Cистематика
Род Petaurillus был впервые выделен и описан в 1908 году британским зоологом Олдфилд Томас. Он возник в результате разделения рода Sciuropterus на несколько новых родов. Позднее Sciuropterus был признан младшим синонимом рода Pteromys. Томас выделил этот род на основании особенностей строения зубов, позволяющих отличить Petaurillus от других родов. Petaurillus hosei, описанная им ещё в 1900 году, послужила типовым видом данного рода. Тогда же, в 1908 году, Томас описал в качестве нового вида саравакскую летягу-пигмея (Petaurillus emiliae).
В состав рода включают три вида:
- Petaurillus emiliae Thomas, 1908 — Саравакская летяга-пигмей[1] — север Калимантана
- Petaurillus hosei (Thomas 1900) — Летяга-пигмей[1] — север Калимантана
- Селангорская летяга-пигмей (Petaurillus kinlochii)[1] (Robinson & Kloss 1911), Малайский полуостров